# Bouaké
Bouaké ist eine Stadt im Zentrum der Elfenbeinküste. Sie liegt in der Region Vallée du Bandama und ist nach Yopougon und Abobo die drittgrößte Gemeinde des Landes. Der Ballungsraum ist der zweitgrößte nach der ehemaligen Hauptstadt Abidjan.

## Lage
Die Stadt liegt im zentralen Teil des Landes rund 50 Kilometer nordöstlich des Kossousees, dem größten See der Elfenbeinküste, rund 350 Kilometer nördlich Abidjans an der Abidjan-Niger-Bahn und etwa 100 Kilometer nordöstlich der Landeshauptstadt Yamoussoukro. Die Distanzen von Bouaké zur Wirtschaftsmetropole Abidjan ist etwa gleich wie zu den Nachbarländern Burkina Faso, Mali, Ghana, Guinea und Liberia. Sie ist die Hauptstadt des gleichnamigen Départements Vallée du Bandama und des historischen Boualé-Landes.

## Stadtgliederung
Erkennbar ist die für eine Stadtanlage der französischen Kolonialzeit typische Aufteilung in einen planlos gewachsenen Bezirk der einheimischen Bevölkerung und eine, durch die Bahnlinie getrennte, planquadratisch angelegte Franzosensiedlung. Letztere ist das Quartier du Commerce entlang der nordsüdlich verlaufenden Durchgangsstraße unterhalb von Bahnlinie und zentralem Postgebäude, mit Läden und Restaurants für den gehobenen Bedarf. Östlich davon liegt ein weitläufiges Wohngebiet für den Mittelstand, das Quartier Air France II.
Das Wohnviertel der Unterschicht Koko mit einem der größten Märkte des Landes liegt nördlich der Bahnlinie und geht Richtung Westen in eine Hüttensiedlung über.

## Geschichte

### Sagen und Erzählungen
Mitte 19. Jahrhundert gab es ein kleines Dorf namens Gebekekro im Herzen der Baoulé-Savanne. Es unterstand dem Dorfchef Gossankwa Gbeke, der zur Akan-Ethnie der Assabou gehörte. Gossankwa Gbeke war der Königin Pokou und ihrer Schwester Akwa Boni in ihrem Epos quer durch die Baoulé-Savanne gefolgt, bis sich die königliche Familie in der Region von Ouarebo niederließ. Gossankwa Gbeke, der in der ganzen Region für seine Autorität und Weisheit bekannt war, hatte als Repräsentant des Volks der Baoulé den Nichtangriffspakt mit Almamy Samory Touré mit abgeschlossen und war bei der Mediation der Touré in Marabadiassa dabei.

### Beginn der Kolonialisierung
Nachfolger des legendären Gossankwa Gbeke wurde Kouassi Blé. 1898 errichteten die Franzosen in Sichtweite des Dorfes Gebekekro ein Militärcamp unter der Leitung des Hauptmanns Benoît. Als die französische Armee von den beiden entscheidenden Schlachten gegen Samory Touré im Französisch-Sudan zurückkehrten, gab es Scharmützel mit den Einheimischen. Geschlagen, musste Kouassi Blé das Dorf Gbekekro verlassen. Zwölf Kilometer weiter östlich gründete er 1900 eine neue Siedlung namens Kouassi Blékro, wo sich heute noch der Sitz des Stammesfürstentum Gossan von Bouaké befindet.

### Französische Zivilverwaltung

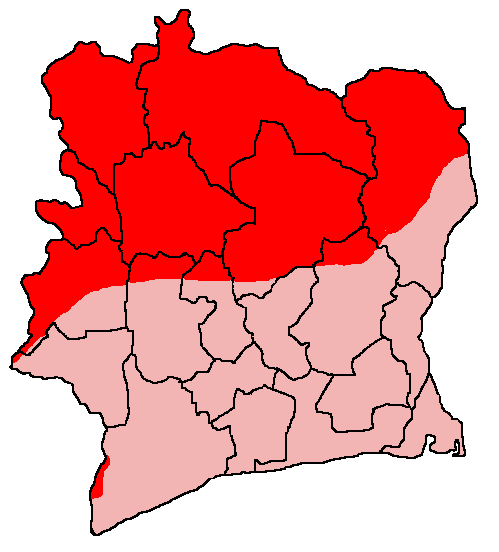
Politische Lage im Mai 2005: dunkelrot das Gebiet unter Kontrolle der Forces Nouvelles; hellrot das Gebiet unter Kontrolle der Regierungstruppen

Die französischen Truppen organisieren das Dorf nach europäischen Regeln unter dem Namen Bouaké und 1904 wird das erste Postbüro errichtet, 1907 folgt der Telegraph. Drei Jahre später wird das Gebiet parzelliert und unter der Leitung des Generalgouverneurs von Französisch-Westafrika (AOF), Hauptmann Colomb, mit der Überbauung begonnen. Deshalb gilt das Jahr 1910 als Gründungsjahr der Stadt Bouaké. Bereits 1912 wurde die Eisenbahn von Dimbokro nach Bouaké verlängert.

### Bürgerkrieg
Bouaké lag während des Bürgerkriegs 2002 zwischen den Fronten und wurde von Rebellen und Regierungstruppen belagert. Sie geriet dann in die Gewalt der Rebellen, den Forces Nouvelles de Côte d’Ivoire und wurde deren Quasi-Hauptstadt. Am 19. September 2002 nutzten Teile der Armee einen Italien-Besuch von Staatspräsident Laurent Gbagbo zu einem Staatsstreich, bei dem sie die Nordregion der Elfenbeinküste unter ihre Kontrolle brachten und die MPCI – die Patriotische Bewegung der Elfenbeinküste gründeten. Rund 900 von den rund 750 aufständischen Soldaten eingeschlossene Europäer gerieten wenige Tage später zwischen die Fronten, als regierungstreue Truppen eine Gegenoffensive gegen die Rebellen starteten. Bei einem weiteren Angriff auf die Aufständischen am 6. November 2004 wurden nahe Bouaké französische Militärstellungen von ukrainischen Kampfflugzeugen der ivorischen Regierung angegriffen und neun französische Soldaten getötet.
Am Beginn des Bürgerkriegs fand in Bouaké ein Massaker an 90 Gendarmen und ihren Familien statt.

## Bevölkerung
Bouaké hat 536.189 Einwohner laut Zensus von 2014. Zusammen mit den umliegenden Gemeinden zählt die Agglomeration von Bouaké rund anderthalb Millionen Einwohner und ist somit nach der Agglomeration von Abidjan die zweitgrößte im Land. Seit ihrer Gründung im Jahr 1910 ist die Stadt rasch gewachsen, wie aus der untenstehenden Tabelle entnommen werden kann.
| Jahr                   | 1921  | 1945   | 1960   | 1970    | 1975    | 1988     | 1998     | 2005     | 2010       |
| ---------------------- | ----- | ------ | ------ | ------- | ------- | -------- | -------- | -------- | ---------- |
| Einwohner Stadt        | 3.600 | 22.000 | 60.000 | 120.000 | 175.000 | 332.999V | 461.618V | 573.000S | 659.223B   |
| Einwohner Ballungsraum |       |        |        |         |         | 362.192V | 674.000S |          | 1.327.869B |

V = Volkszählung     S = Schätzung     B = Berechnung

## Wirtschaft und Verkehr
Bedeutendster Wirtschaftssektor ist die Landwirtschaft; insbesondere der Anbau von Baumwolle. 1921 wurde eine Textilfabrik gegründet, sie war das erste Industrieunternehmen des Landes. Baumwollsaat wird auch zu Öl und Seife verarbeitet. Zumindest bis 2002 war Bouaké ein wichtiges Wirtschaftszentrum mit einem Grosshandelsmarkt. Seit 1967 gibt es hier einen Lions Club. Die Stadt befindet sich an der Eisenbahnlinie von Treichville nach Ouagadougou (Burkina Faso). Ebenso an den Nord-Süd- und Ost-West-Hauptachsen der Straßen. Dadurch hat Bouaké eine privilegierte wirtschaftliche Lage, was zur Ansiedlung von vielfältigen Unternehmen geführt hat. Neben dem Bahnhof und der Überlandbus-Station verfügt die Stadt 10 Kilometer außerhalb über einen Flughafen.

## Bildung und Gesundheit

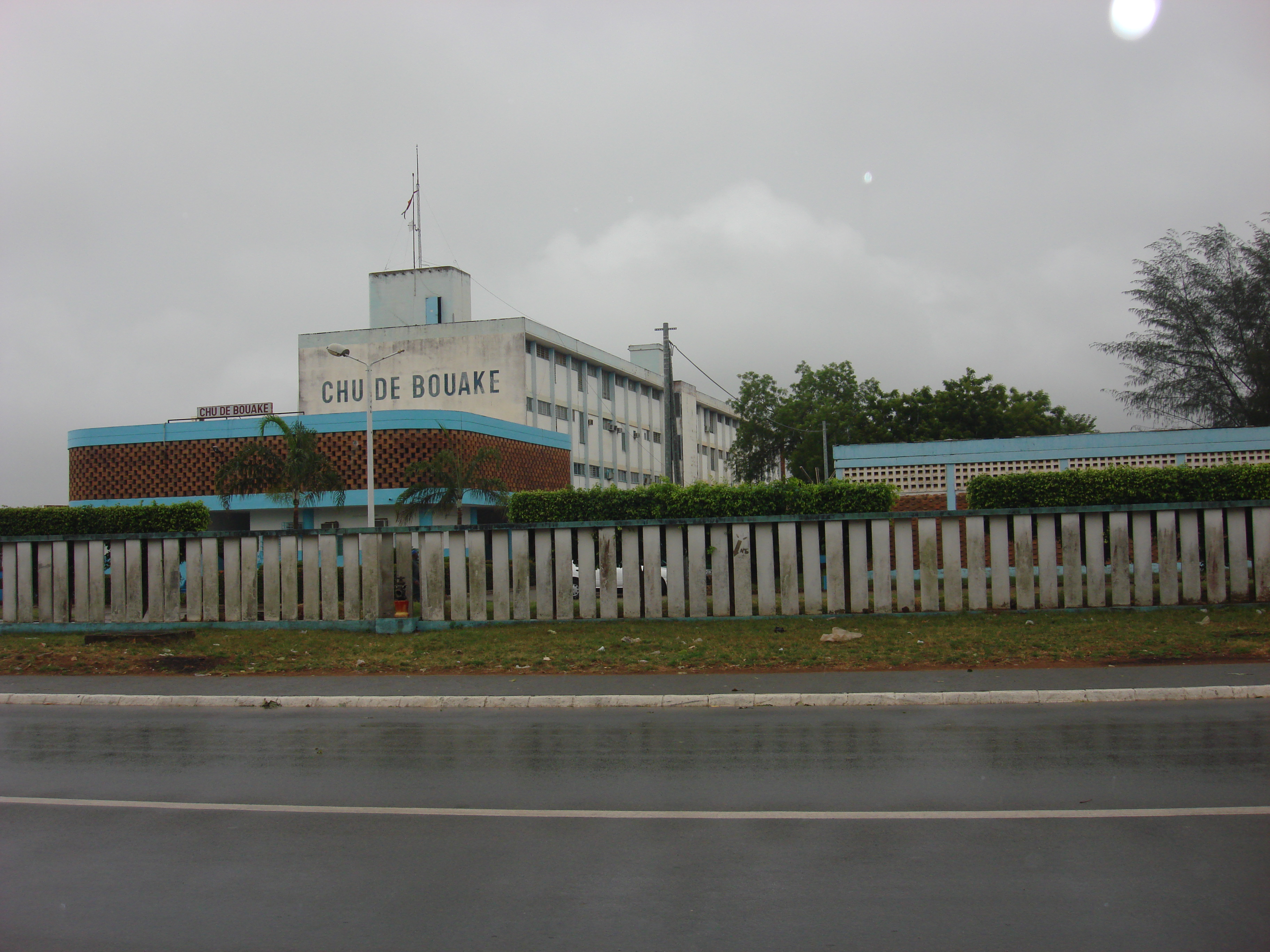
Universitätsklinikum in Bouaké

Bouaké verfügt über 316 Primarschulen, 27 Sekundarschulen, eine Universität und das Institut National de Formation des Agents de Santé (französisch für Nationales Ausbildungsinstitut für Gesundheitsagenten). Bouaké ist ebenfalls Sitz eines Forschungsinstituts für Baumwolle und tropische Textilfasern. Neben dem Universitätsspital gibt es eine größere Anzahl Gesundheitszentren und privater Kliniken. Seit 2002 arbeitet ein medizinisches Team im Universitätsspital von Bouaké mit.
Die École Baptiste oder International Christian Academy war eine amerikanische Internatsschule, vornehmlich für Kinder von Missionaren. Sie startete im Schuljahr 1961/1962 mit 73 Kindern. Im September 2002 geriet die Schule im wahrsten Sinne des Wortes zwischen die Fronten, und über 160 Kinder waren mit ihren Betreuern während einer Woche von den Forces Nouvelles und den Regierungstruppen eingekesselt. Darauf wurde die Schule evakuiert und von den Franzosen als Militärbasis bezogen. Da keine Aussicht auf Rückgabe des Geländes besteht, wurde die Schule 2005 formell geschlossen.

## Kultur
Bouaké ist bekannt für seine Fasnacht und den Markt der St. Michaels-Kathedrale. Bouaké ist Bischofssitz des Erzbistums Bouaké. Als einzige Stadt im Landesinnern verfügt Bouaké über regionale Fernseh- und Radiostudios.

## Städtepartnerschaften
Bouaké unterhält Städtepartnerschaften mit
- Mopti (Mali)
- Brescia in der Lombardei (Italien)
- Beʾer Scheva (Israel)
- Reutlingen in Baden-Württemberg (Deutschland), seit 1970
- Villeneuve-sur-Lot in Aquitanien (Frankreich), seit 1957
- Zimnicea (Rumänien)

## Söhne und Töchter der Stadt
- Sékou Touré (1934–2003), Fußballspieler
- Youssouf Bakayoko (1943–2023), Diplomat und Politiker
- Amara Essy (1944–2025), Politiker der Elfenbeinküste, Präsident der 49. UN-Generalversammlung
- Ibrahim Coulibaly (1964–2011), Rebellenführer und einer der Initiatoren des Putsches vom Dezember 1999
- Ahmed Douhou (* 1976), französischer Sprinter ivorischer Herkunft
- Mohammed Sylla (* 1977), guineischer Fußballspieler
- Kolo Touré (* 1981), Fußballspieler
- Yaya Touré (* 1983), Fußballspieler
- Ibrahim Touré (1985–2014), Fußballspieler
- Mehdi Khalil (* 1991), libanesisch-sierra-leonischer Fußballtorhüter
- Ibrahim Diabate (* 1999), Fußballspieler
- Lasso Coulibaly (* 2002), Fußballspieler
- Ange Ahoussou (* 2003), Fußballspieler
- Habib Coulibaly (* 2003), Fußballspieler

## Klimatabelle
|                       | Jan  | Feb  | Mär  | Apr  | Mai  | Jun  | Jul  | Aug  | Sep  | Okt  | Nov  | Dez  |   |      |
| Mittl. Tagesmax. (°C) | 32,7 | 33,5 | 33,1 | 31,8 | 30,9 | 29,0 | 27,5 | 27,4 | 28,3 | 29,4 | 30,5 | 31,1 | ⌀ | 30,4 |
| Mittl. Tagesmin. (°C) | 20,4 | 21,5 | 21,9 | 21,9 | 21,7 | 21,0 | 20,6 | 20,5 | 20,5 | 20,7 | 20,8 | 20,4 | ⌀ | 21   |
|                       |      |      |      |      |      |      |      |      |      |      |      |      |   |      |
| Niederschlag (mm)     | 13   | 45   | 91   | 139  | 155  | 136  | 98   | 110  | 226  | 140  | 36   | 22   | Σ | 1211 |
|                       |      |      |      |      |      |      |      |      |      |      |      |      |   |      |
| Sonnenstunden (h/d)   | 7,1  | 7,0  | 6,3  | 6,2  | 6,4  | 4,4  | 3,0  | 3,0  | 4,2  | 5,5  | 5,9  | 6,0  | ⌀ | 5,4  |
|                       |      |      |      |      |      |      |      |      |      |      |      |      |   |      |
| Luftfeuchtigkeit (%)  | 57   | 59   | 68   | 74   | 77   | 82   | 84   | 85   | 84   | 82   | 79   | 69   | ⌀ | 75,1 |

| 20,4 |

| 21,5 |

| 21,9 |

| 21,9 |

| 21,7 |

| 21,0 |

| 20,6 |

| 20,5 |

| 20,5 |

| 20,7 |

| 20,8 |

| 20,4 |

| 20,4 |

| 21,5 |

| 21,9 |

| 21,9 |

| 21,7 |

| 21,0 |

| 20,6 |

| 20,5 |

| 20,5 |

| 20,7 |

| 20,8 |

| 20,4 |